# مامايا
مامايا حيّ يقع في شمال مدينة كونستانتسا في رومانيا. وهي منتجع ومنطقة سياحية صيفاً على الشاطئ الغربي للبحر الأسود.
مامايا هي قطعة أرض تقع بين البحر الأسود وبحيرة سيوتغيول طولها 8 كم وعرضها 300 متر وكثافتها السكانية حوالي 50 نسمة/كم2. يوجد في مامايا العديد من الفنادق ذوات الأربعة أوالخمسة نجوم إضافة إلى النوادي.
يبدأ الموسم السياحي في شهر مارس وينتهي في شهر سبتمبر وتترواح درجات الحرارة في هذة الفترة ما بين 25-30 درجة مئوية.

## المناخ
يظهر الجدول التالي التغييرات المناخية على مدار السنة لمامايا:
| البيانات المناخية لـمامايا         | البيانات المناخية لـمامايا | البيانات المناخية لـمامايا | البيانات المناخية لـمامايا | البيانات المناخية لـمامايا | البيانات المناخية لـمامايا | البيانات المناخية لـمامايا | البيانات المناخية لـمامايا | البيانات المناخية لـمامايا | البيانات المناخية لـمامايا | البيانات المناخية لـمامايا | البيانات المناخية لـمامايا | البيانات المناخية لـمامايا | البيانات المناخية لـمامايا |
| الشهر                              | يناير                      | فبراير                     | مارس                       | أبريل                      | مايو                       | يونيو                      | يوليو                      | أغسطس                      | سبتمبر                     | أكتوبر                     | نوفمبر                     | ديسمبر                     | المعدل السنوي              |
| ---------------------------------- | -------------------------- | -------------------------- | -------------------------- | -------------------------- | -------------------------- | -------------------------- | -------------------------- | -------------------------- | -------------------------- | -------------------------- | -------------------------- | -------------------------- | -------------------------- |
| متوسط درجة الحرارة الكبرى °م (°ف)  | 3.7 (38.7)                 | 5.0 (41.0)                 | 8.3 (46.9)                 | 14.0 (57.2)                | 19.5 (67.1)                | 24.0 (75.2)                | 26.1 (79.0)                | 26.0 (78.8)                | 22.6 (72.7)                | 17.1 (62.8)                | 11.6 (52.9)                | 6.5 (43.7)                 | 15.4 (59.7)                |
| المتوسط اليومي °م (°ف)             | 0.7 (33.3)                 | 2.0 (35.6)                 | 5.1 (41.2)                 | 10.4 (50.7)                | 15.7 (60.3)                | 20.0 (68.0)                | 22.1 (71.8)                | 21.9 (71.4)                | 18.5 (65.3)                | 13.3 (55.9)                | 8.2 (46.8)                 | 3.5 (38.3)                 | 11.9 (53.4)                |
| متوسط درجة الحرارة الصغرى °م (°ف)  | −3.3 (26.1)                | −1.9 (28.6)                | 2.0 (35.6)                 | 6.9 (44.4)                 | 12.0 (53.6)                | 16.1 (61.0)                | 18.1 (64.6)                | 17.9 (64.2)                | 14.6 (58.3)                | 9.6 (49.3)                 | 4.9 (40.8)                 | −0.5 (31.1)                | 7.9 (46.2)                 |
| الهطول مم (إنش)                    | 30 (1.2)                   | 29 (1.1)                   | 27 (1.1)                   | 32 (1.3)                   | 39 (1.5)                   | 43 (1.7)                   | 35 (1.4)                   | 32 (1.3)                   | 35 (1.4)                   | 32 (1.3)                   | 43 (1.7)                   | 37 (1.5)                   | 414 (16.5)                 |
| متوسط أيام هطول الأمطار (≥ 1.0 mm) | 5                          | 5                          | 5                          | 5                          | 6                          | 6                          | 5                          | 3                          | 3                          | 4                          | 7                          | 6                          | 60                         |
| المصدر: climate-data.org,          |                            |                            |                            |                            |                            |                            |                            |                            |                            |                            |                            |                            |                            |

## صور

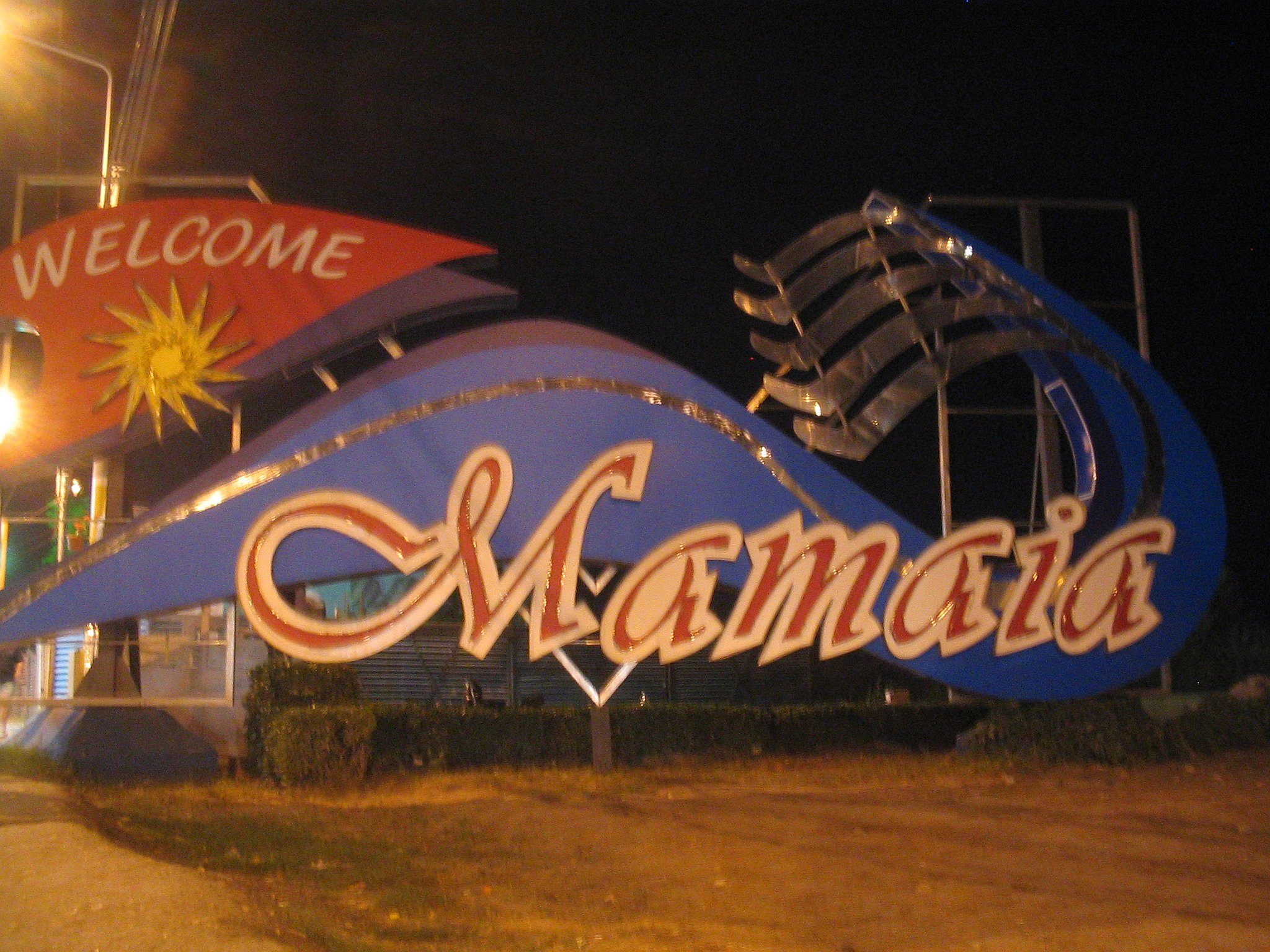
أهلا و سهلا بكم في مامايا
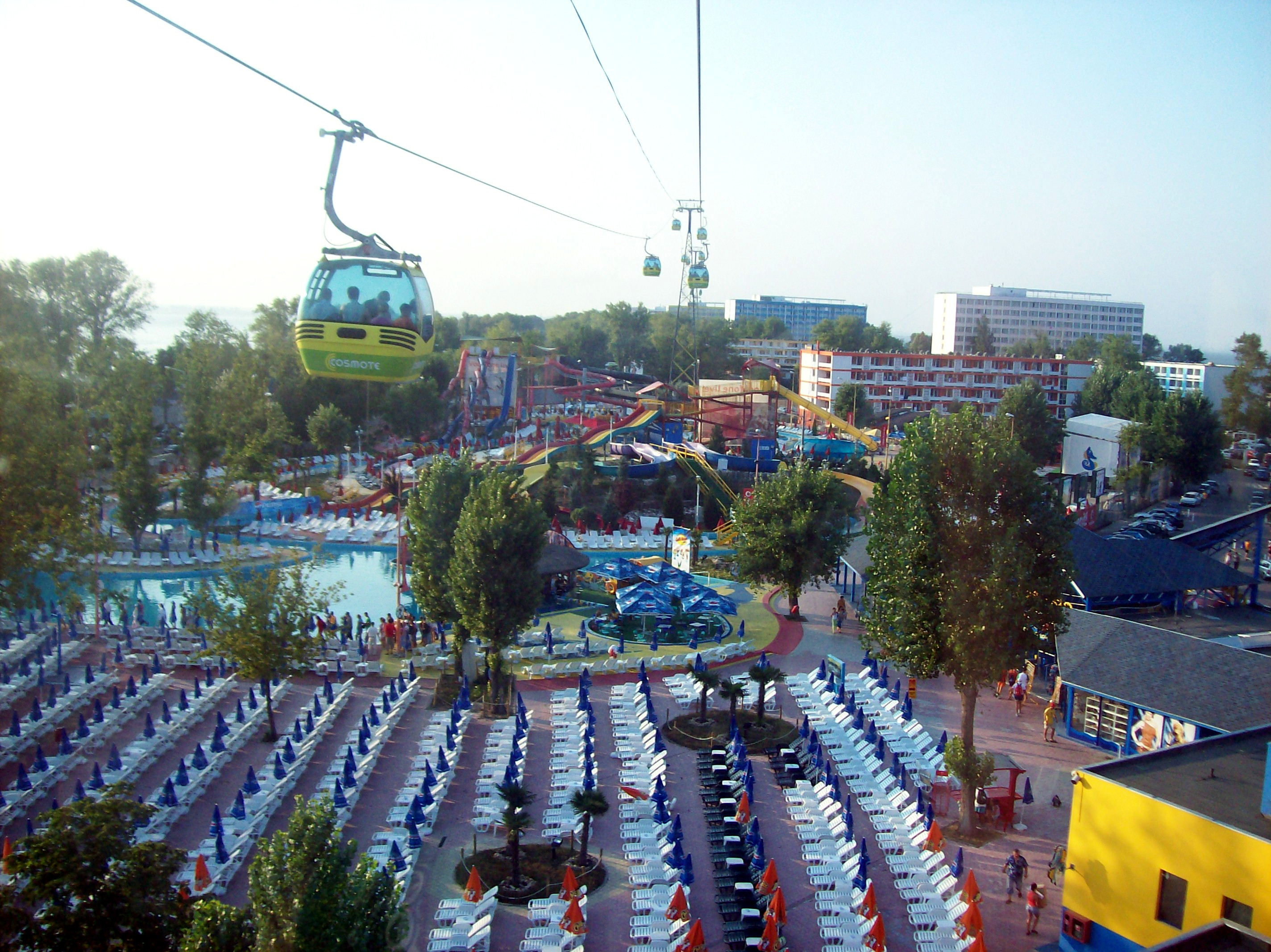
تلفريك
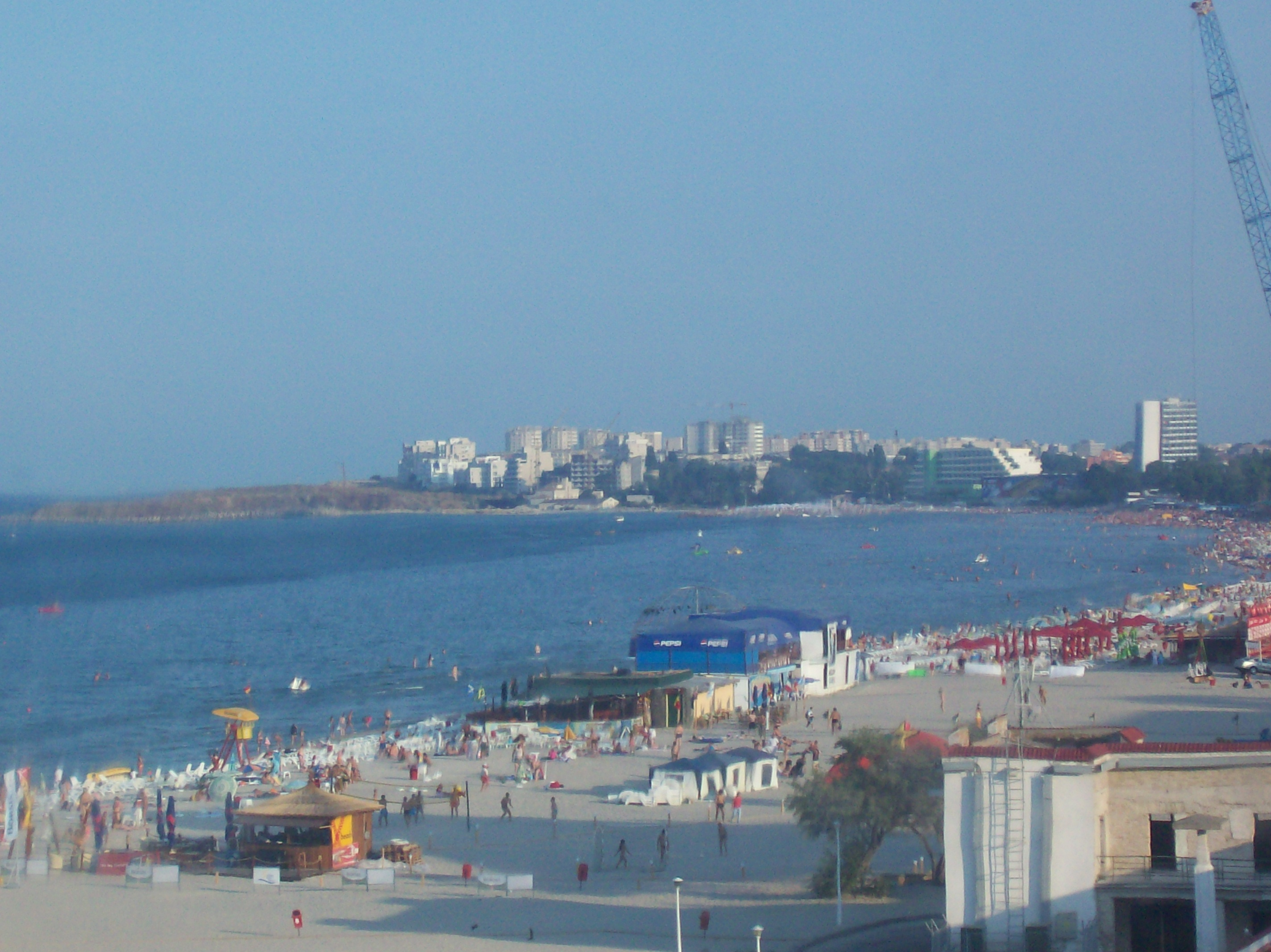
شاطئ